# Dinosaurus murchisonii
Dinosaurus es un género extinto de sinápsido terápsido de afinidades controvertidas. Su especie tipo y única conocida es Dinosaurus murchisonii. Es conocido a partir de un único fósil de un hocico parcial del Pérmico de Rusia. Su historia taxonómica se encuentra entrelazada con la de varios otros terápsidos rusos poco conocidos, particularmente Rhopalodon, Brithopus y Phthinosuchus.
Dinosaurus no es un dinosaurio; la similitud de los nombres es solo una coincidencia. Los dinosaurios son reptiles, mientras que Dinosaurus es un terápsido, lo que lo hace estar mucho más cercanamente relacionado con los mamíferos. El clado Dinosauria fue nombrado solo cinco años antes que Dinosaurus, en 1842.

## Historia de su estudio
El espécimen holotipo de Dinosaurus murchisonii fue recolectado en una mina de cobre en la gobernación de Oremburgo del imperio ruso durante la década de 1840. Fue recolectado en dos piezas, encontradas en momentos separados. El director de  la mina, Wagenheim von Qualen, identificó inicialmente la primera pieza como un fósil de planta en una carta dirigida a Johann Fischer von Waldheim, pero Fischer se dio cuenta de que era realmente parte de un cráneo y lo describió como una nueva especie de Rhopalodon, R. murchisonii, en 1845. En 1847, Fischer describió a la segunda pieza y estableció entonces al nuevo género Dinosaurus, para esta especie. En 1848, Eichwald reconoció que los dos especímenes no solo eran de la misma especie, sino que encajaban juntos como partes de un mismo individuo. Él regresó provisionalmente la especie a Rhopalodon, ya que consideraba que no había diferencias suficientes para justificiar a un género aparte, y señaló la existencia del taxón Dinosauria cuyo nombre es muy similar, nombrado por Richard Owen solo unos años antes, en 1842.
Wagenheim von Qualen donó ambos especímenes a la colección de Maximiliano de Beauharnais, Duque de Leuchtenberg, si bien estos especímenes originales se perdieron desde entonces. Sin embargo, hay réplicas de los especímenes alojadas en el Instituto Paleontológico de la Academia Rusa de Ciencias bajo los números de catálogo PIN 296/1 y PIN 296/2.
En 1894, H. G. Seeley remarcó que Cliorhizodon, el cual ahora es considerado como un sinónimo más moderno de Syodon, no podía ser distinguido de Dinosaurus. En 1954, Ivan Efremov sinonimizó a Dinosaurus con Brithopus. Esto ha sido seguido por algunos otros autores, pero Christian Kammerer ha considerado a Brithopus, el cual se basa solamente en un húmero parcial, como un nomen dubium, y como tal no considera a Dinosaurus como sinónimo de este.
En 2000, M. F. Ivakhnenko sinonimizó a Phthinosuchus con Dinosaurus. Por lo tanto, él clasificó a Dinosaurus dentro de la familia Phthinosuchidae, a la cual él agrupó con Rubidgeidae en la superfamilia Rubidgeoidea del orden Gorgonopsia. Kammerer ha señalado que la limitada información disponible de Dinosaurus hace muy difícil confirmar esta supuesta sinonimia.